# Боянски майстор
Боянски майстор e понятие използвано в историческата наука и изкуствознанието за обозначаване на група средновековни художници, изписала през 1259 г. по поръчка на севастократор Калоян прочутата Боянска църква.

## Стенописите
Стиловите им особености ги причисляват към Търновската живописна школа, следваща традициите на Палеологовия Ренесанс. Андрей Грабар ги отнася към „най-чистото византийско изкуство“, признавайки, че те характеризират и българското изкуство от епохата.. В канонично отношение те следват утвърдените традиции. Според Никола Мавродинов стенописите от 1259 г. (на „Боянския майстор“) много по-точно отговарят на византийския канон от по-стария живописен слой, датиращ от 11 век.
Правят впечатление многобройните образи на светци войни (10 на брой), типични за Търновската школа) и на Христос: „Пантократор“ (Вседържател), „Емануил“ (Младеж), „Евергет“ (Благославящ), „Убрус“, „Керамидион“ и уникалното изображение „Христос по-стар от дните“, представящо Исус като белобрад старец.
Изображенията на светците-войни, на „Христос Емануил“ и други не отстъпват по художествени качества на Константинополските образци. Изписани са пълнокръвни образи на живи хора с портретни черти. Това са одухотворени лица, които предизвикват вълнение у зрителя.
В някои от детайлите се откриват битови подробности от живота на българите от XIII век. Характерна в това отношение е сцената „Тайната вечеря“.
Впечатляват изобразените в притвора ктиторски портрети на севастократор Калоян и съпругата му Десислава и на царстващата двойка – цар Константин Тих и царица Ирина. Това са истински портрети, а не типизирани канонични фрески. Изпълнени са реалистично, от тях може не само да се съди за модата в облеклото на висшата българска аристокрация от епохата. , но и да се доловят черти от душевността и характера на персонажите. Особено силно е въздействието на портрета на Десислава, наречен от изкуствоведа Андрей Грабар „едно от най-забележителните творения в Бояна“. Подобно на Никола Мавродинов и той вижда в образа и западно (латинско) влияние, особено в позата и ̀и жестът на ръката, придърпваща шнурчето на мантията.. Това е един от най-ранните исторически достоверни портрети на българска аристократка.

## Кой е Боянският майстор
Според Казимир Попконстантинов и Божидар Димитров, „Боянският майстор“ е българинът протозограф Василий от село Субоноша, Сярско, работил със своите помощници – зографа Димитрий и още един, неизвестен иконописец. Твърденията му се основават на тълкуванието им на откритието, направено през март 2008 година от екипа, изрършващ консервационните работи в църквата под ръководството на проф. Григорий Григоров и Владимир Цветков.
В една от нишите е разкрит ескиз на лице, направен върху мократа тогава мазилка и надпис с въглен, разчетен като „Аз В_ _ _ан“. Ако това е автопортрет на майстора, както смята Б. Димитров, може да се види, че художникът тогава е бил на възраст около 50 – 55 години, с висок ръст и умни очи. Други считат, че е ескиз на цар Давид. Проучващите надписа експерти, Казимир Попконстантинов и Зарко Ждраков, са го разчели като „Аз Василий писах“.
В подкрепа на твърдението, че зографът Василий е реална историческа личност, първомайстор с отношение към църквата на севастократор Калоян, Казимир Попконстантинов посочва записаното в „Боянския поменник“ (ръкопис от Боянската църква, съдържащ списък с имена на български царе, патриарси и някои велможи от средните векове, в който се чете „вечна памет“ за тях на църковни празници). Там, съвсем не според ранга си е вписан и „Василий Зограф от с. Субоноша, Серско“. Това име отсъства в други подобни поменици и причината този зограф да е поменаван от боянчани наравно с патриарси и царе е неговото забележително дело в тяхната църква.
Според Иван Петрински, името на селото е грешно разчетено и става въпрос за зографа Василий от Сяр, и отделно, за Ношо (много разпространено име през XVI-XVII в.) от с. Субо. Невъзможно е да се направи връзка между майстора Василий, чието дело са стенописите в Боянската църква, и зографа Василий, споменат 350 години по-късно в Боянския поменик.
Археологът Николай Овчаров, изразява съмнения в достоверността на твърденията, че подписът е именно на „Боянския майстор“. Той заявява, че може да е направен от всеки посетител. По този повод, между него и Божидар Димитров възникна публичен конфликт. Директорът на НИМ заявява, че надписът е положен върху мократа мазилка и то когато до вътрешността на църквата не е имал достъп страничен човек. Според обичая, освен живописците никой не е имал право на присъства там по време на работа, дори ктитора – севастократор Калоян. Скоро след това е положена замазка с фин грунд, така че подписът може да е оставен единствено от някой от зографите, твърди той. Като допълнителни доводи за тезата си посочва сведенията от „Боянския поменник“ и две икони, за които се смята, че са други достигнали до нас произведения на зограф Василий.
Според мнението на епиграфа Коста Хаджиев, изложено на Националната археологическа конференция в Шумен (26 – 29 май 2008 г.), твърденията, че е открита самоличността на „Боянския майстор“ не се основават на научни доводи. Той смята, че името трябва да се чете като „Василие“ а не „Василий“. Отбелязва също, че формата „аз писах“ е използвана, когато някой е желаел да увековечи присъствието си в църквата и не е задължително да е дело на зограф. Изключително редките случаи на автографи на средновековни иконописци (подпис от 14 век в днешна Македония и от 12 век в катедралата „Света София“ в Киев) не приличат на надписа от Боянската църква. Хаджиев оспорва и мнението, че изобразеното лице е автопортрет. Той смята, че „автопортрет като понятие в Средновековието няма“.

## Галерия
- Десислава, детайл от стенопис в Боянската църква 1259 г.
- „Христос Евергет“, Боянската църква 1259 г.
- „Убрус“, Боянската църква 1259 г.
- „Старец-войн“, Боянската църква 1259 г.
- Цар Константин Тих и царица Ирина, стенопис от Боянската църква 1259 г.

## Произведения, посветени на Боянския майстор
- „Последният асеновец. Боянският майстор“ – последната, четвърта книга от четирилогията на Фани Попова-Мутафова „АСЕНОВЦИ – хроника за едно семейство“, включващ още „Солунският чудотворец“, „Дъщерята на Калояна“ и „Йоан Асен II“. Романът е издаден за първи път през 1938 г. под заглавие „Последният асеновец“, а за втори път е издаден през 1943 г. със заглавие „Боянският майстор“.
- „Празник в Бояна“ – роман на Стоян Загорчинов от 1950 г., преработен в 1966 г.
- „Боянският майстор“ – опера на Константин Илиев от 1962 г.
- „Боянският майстор“ – игрален филм от 1981 г. на режисьора Захари Жандов. Създаден по книгата „Празник в Бояна“. В ролите: Петър Деспотов – Илия („Боянския майстор“), Любомир Димитров – севастократор Калоян, Бойка Велкова – Десислава, Емил Марков – Китан.
- „Боянският майстор“ – песен. Текст: Богомил Гудев, музика: Александър Йосифов, изпълнител: Лили Иванова.

## Други
На Боянския майстор е наречена улица в квартал „Бояна“ в София (Карта).